# Station Lyon-Brotteaux
Station Lyon-Brotteaux is een voormalig spoorwegstation in de Franse gemeente Lyon.